# Amaranthus hypochondriacus
Espèce
Classification phylogénétique
L'Amarante hypocondriaque ou Amarante élégante (Amaranthus hypochondriacus) est une espèce de plante herbacée de la famille des Amaranthaceae ou des Chenopodiaceae selon la classification classique de Cronquist (1981).

## Origine et répartitions
Originaire d'Amérique du Nord. Elle est cultivée dans les pays chauds comme plante alimentaire pour ses graines, consommées comme des céréales, et pour ses feuilles. C'est également une plante ornementale.

## Description

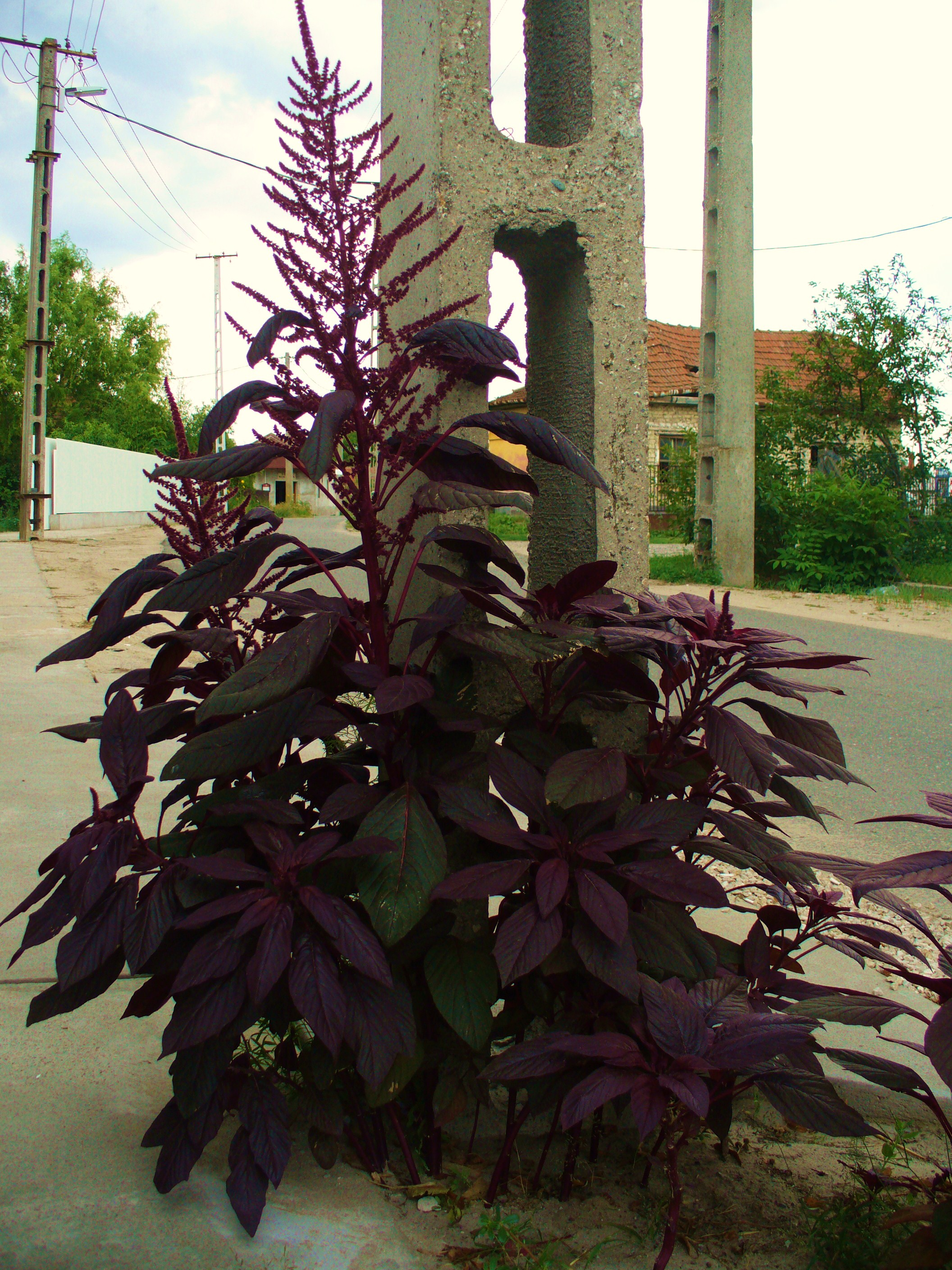
Habitus
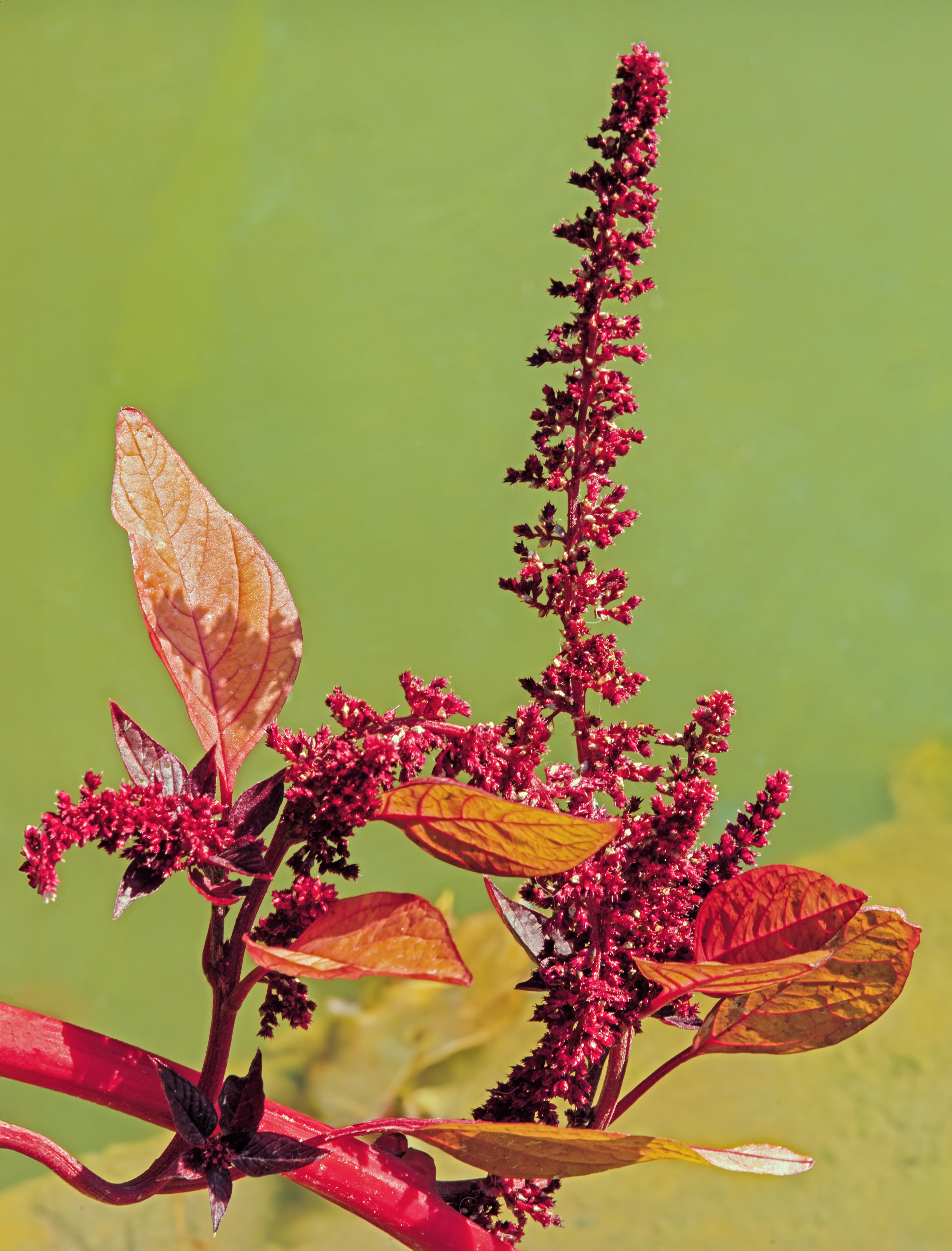
Inflorescences et feuillage immature Jardin des Martels
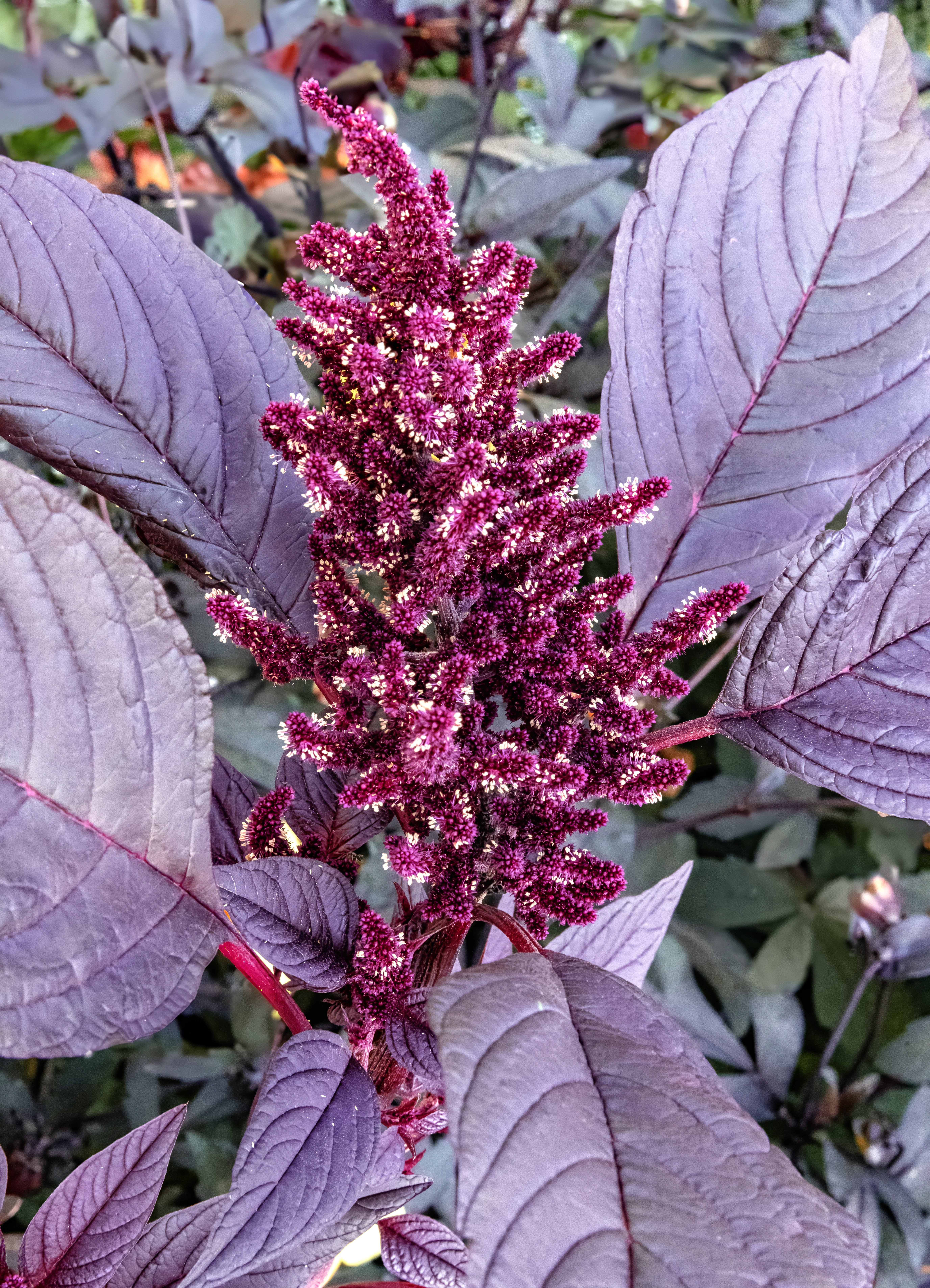
Inflorescences Jardin des Martels
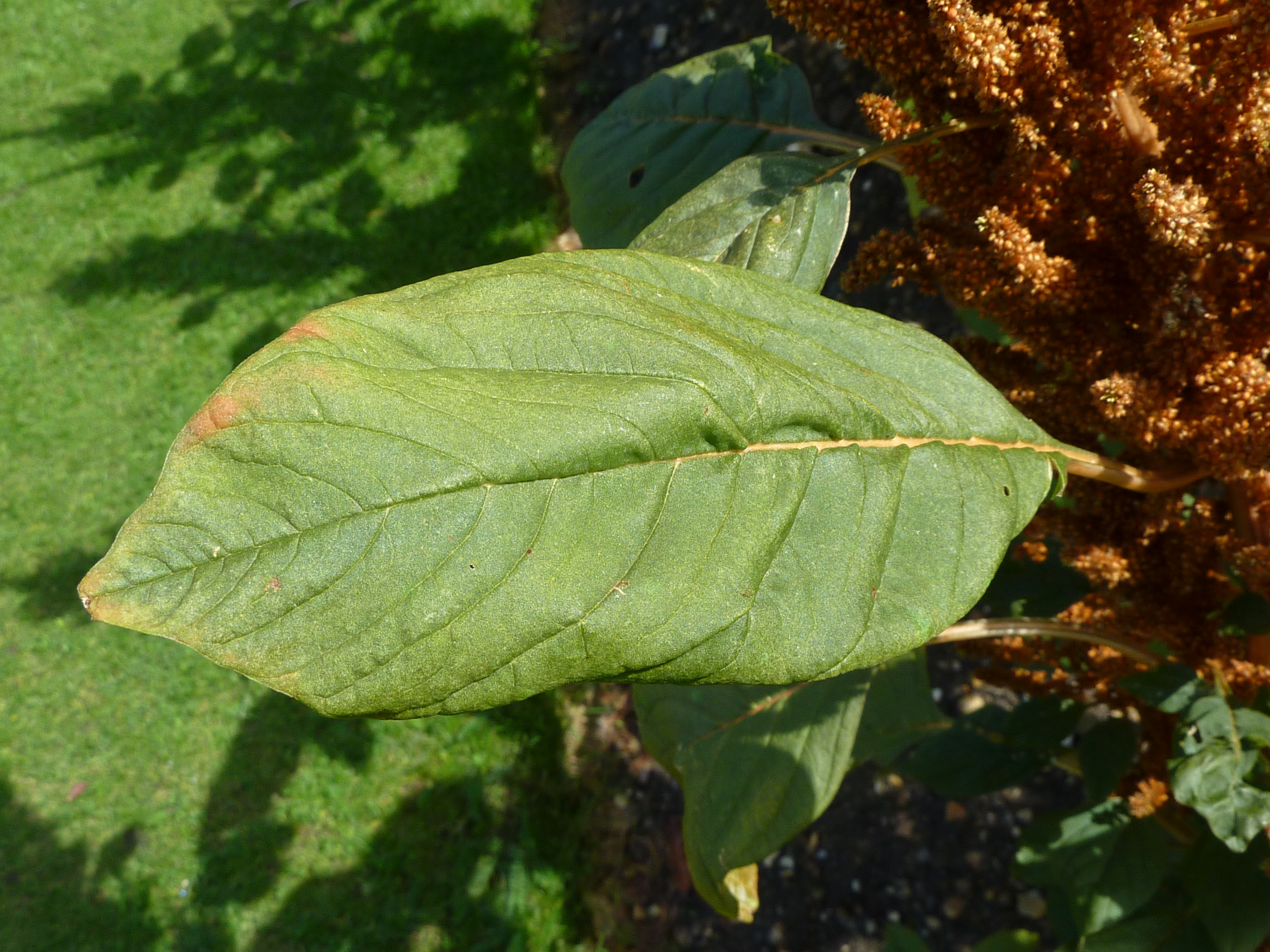
Feuille

## Culture
Le semis se fait généralement dans une pépinière, à l’abri des vents.
|                  | A. hypochondriacus                                       |
| ---------------- | -------------------------------------------------------- |
| Climat           | Plein soleil ou Mi-ombragé ; à l'abri des vents violents |
| Précipitation    | Tolérance à la sécheresse non prolongée                  |
| T°               | 21.5 - 28°C, tolérance 8.5 - 40°C                        |
| Sol              | Frais, humide, eau circulante                            |
| pH               | 5.5 - 7.5, tolérance 4.3 - 8                             |
| Période du semis | fin avril - début juin                                   |
| Profondeur       | 1 - 2 cm                                                 |
| Densité          | 3 - 10 g de graines / m²                                 |

Après deux à trois semaines, les plants vigoureux sont repiqués dans un sol préalablement labouré en y incorporant de la matière organique. L’écartement entre les plants doit être d’environ 20 cm entre les plants.
Pour un meilleur rendement des graines, un apport d’engrais de 50 kg de N et P chacun, et 30 kg de K par hectare est recommandé.
L'entretien de la culture s’effectue en procédant à une irrigation, un désherbage et un binage réguliers. Contre les ravageurs (champignons, chenilles, criquets et acariens rouges), des produits phytosanitaires peuvent être utilisés. 
La croissance est rapide lorsque la plante est mature mais la graine a une croissance lente et peut être inhibée par les mauvaises herbes, notamment les formes adventices d’A. cruentus ou d’A hybridus qui doivent être éliminées afin d’éviter l’hybridation ou les mélanges lorsque les cultures sont en contact avec la flore sauvage. 
La première récolte se fait trois semaines après le repiquage. Les récoltes suivantes se font toutes les trois semaines. 
Le rendement en grains atteint 5 t/ha.

## Propriétés nutritionnelles
|           | A. hypochondriacus   |
| --------- | -------------------- |
| Eau       | 12.7 g               |
| Énergie   | 1495 kJ (357.3 kcal) |
| Protéines | 14.0                 |
| Lipides   | 6.0 g                |
| Glucides  | 63.1 g               |
| Fibres    | 9.4 g                |

L’amarante à grains contient une grande quantité de protéines et permet de fournir les apports quotidiens des 8 acides aminés essentiels,.
L’un des principaux avantages de l’amarante est la présence de fibres. Le rôle bénéfique des fibres alimentaires dans la nutrition humaine est connu et les grains d’amarante contiennent plus de 7 % de fibres, ce qui est plus que dans le blé, l’orge, le seigle, le riz et le maïs,.
Les grains contiennent plus de minéraux comme le fer (+20 %), le calcium (+300 %) et le magnésium (+4 %) que les grains de blé 20.
Il existe des types d’amarante sans gluten comme le riz, le quinoa, le sarrasin ou le maïs.